# زبان‌های ایرانی شرقی
زبان‌های ایرانی شرقی یا زبان‌های ایرانی خاوَری زیرگروهی از زبان‌های ایرانی هستند که در دوره ایرانی میانه (از سدهٔ ۴ پیش از میلاد) پدیدار شدند. زبان اوستایی معمولاً به عنوان زبان ایرانی شرقی دسته‌بندی می‌شود. برخلاف گویش‌های ایرانی میانه غربی، ایرانی‌های میانه شرقی تلفظ هجاهای پایانی کلمه را حفظ کردند.
زبان‌های ایرانی میانهٔ شرقی مرزهای همگویی چندان روشنی ندارد. تصور یک ناحیهٔ زبانی ایرانی شرقی، توضیحی درخور برای ویژگی‌های مشترک این گروه به دست می‌دهد.
بزرگ‌ترین زبان زنده ایرانی شرقی زبان پشتو با حدود ۴۰ میلیون گویشور از کرانه‌های آمودریا در افغانستان تا سند در پاکستان است. دومین زبان بزرگ این خانواده آسی با حدود ۶۰۰٬۰۰۰ گویشور است. سایر زبان‌های شرقی مجموعاً ۲۰۰٬۰۰۰ نفر سخنور دارند.
بیشتر زبان‌های ایرانی شرقی در یک منطقهٔ پیوسته، جنوب و شرق افغانستان، مناطق مجاور در غرب پاکستان، ولایت خودمختار بدخشان کوهستانی در تاجیکستان و غرب منطقه سین‌کیانگ چین گفتگو می‌شوند. دو زبان زنده در مناطق جداگانه یافت می‌شود: زبان یغنابی در شمال غرب تاجیکستان (نواده سغدی) و زبان آسی در قفقاز (نواده سکایی). این‌ها بقایای یک زنجیره قومی-زبانی بزرگ هستند که در بیشتر مناطق آسیای میانه، اروپای شرقی و بخش‌هایی از قفقاز و غرب آسیا در هزاره یکم پیش از میلاد پراکنده بودند که به نام سکاستان معروف است. ادامهٔ حضور زبان‌های ایرانی شرقی در اروپای شرقی تا سدهٔ چهارم میلادی با جانشینان سکاها، سرم‌ها، دیده شد.

## نمودار درختی
زبان‌های ایرانی باستان
- شمال شرقی: سکایی باستان†
- ایرانی مرکزی: اوستایی† (سده ۷ پیش از میلاد تا ۱۰ میلادی)

اوستایی گاه به عنوان ایرانی شرقی دسته‌بندی می‌شود، اما در رده‌بندی‌های اخیر برای آن شاخه‌ای در نظر گرفته نمی‌شود.
زبان‌های ایرانی میانه
- باختری† (سده ۴ پیش از میلاد تا ۹ میلادی)
- خوارزمی† (سده ۴ پیش از میلاد تا ۱۳ میلادی)
- سغدی† (از سده ۴ پیش از میلاد)
- سکایی ختنی† (سده ۵ تا ۱۰ میلادی)
- تمشقی† (سده ۷ میلادی)
- سکایی سرمتی† (از سده ۸ پیش از میلاد)

زبان‌های نوین (ایرانی نو)
- پشتو (گویش‌ها: شمالی، جنوبی، مرکزی و دیگران)
  - ونتسی
- زبان‌های پامیری
  - پامیری شمالی
    - ونجی باستان (ونجی)†
    - یزغلامی
    - شغنانی
      - شغنانی
      - روشانی
      - خوفی
      - برتنگی

    - سریکالی

  - سنگلیچی-اشکاشمی
    - سنگلیچی
    - اشکاشمی

  - وخی
- مونجی-یدغه
  - مونجی
  - یدغه
- ارموری-پراچی
  - ارموری
  - پراچی
- شمالی
  - یغنابی
  - آسی (گویش‌ها: ایرونی، دیگوری، یاسی†)